# Hyla orientalis
Espèce
Synonymes
- Hyla arborea var. orientalis Bedriaga, 1890
- Hyla arborea schelkownikowi Chernov, 1926
- Hyla arborea gumilevskii Litvinchuk, Borkin, Rosanov & Skorinov, 2006

Hyla orientalis est une espèce d'amphibiens de la famille des Hylidae.

## Répartition

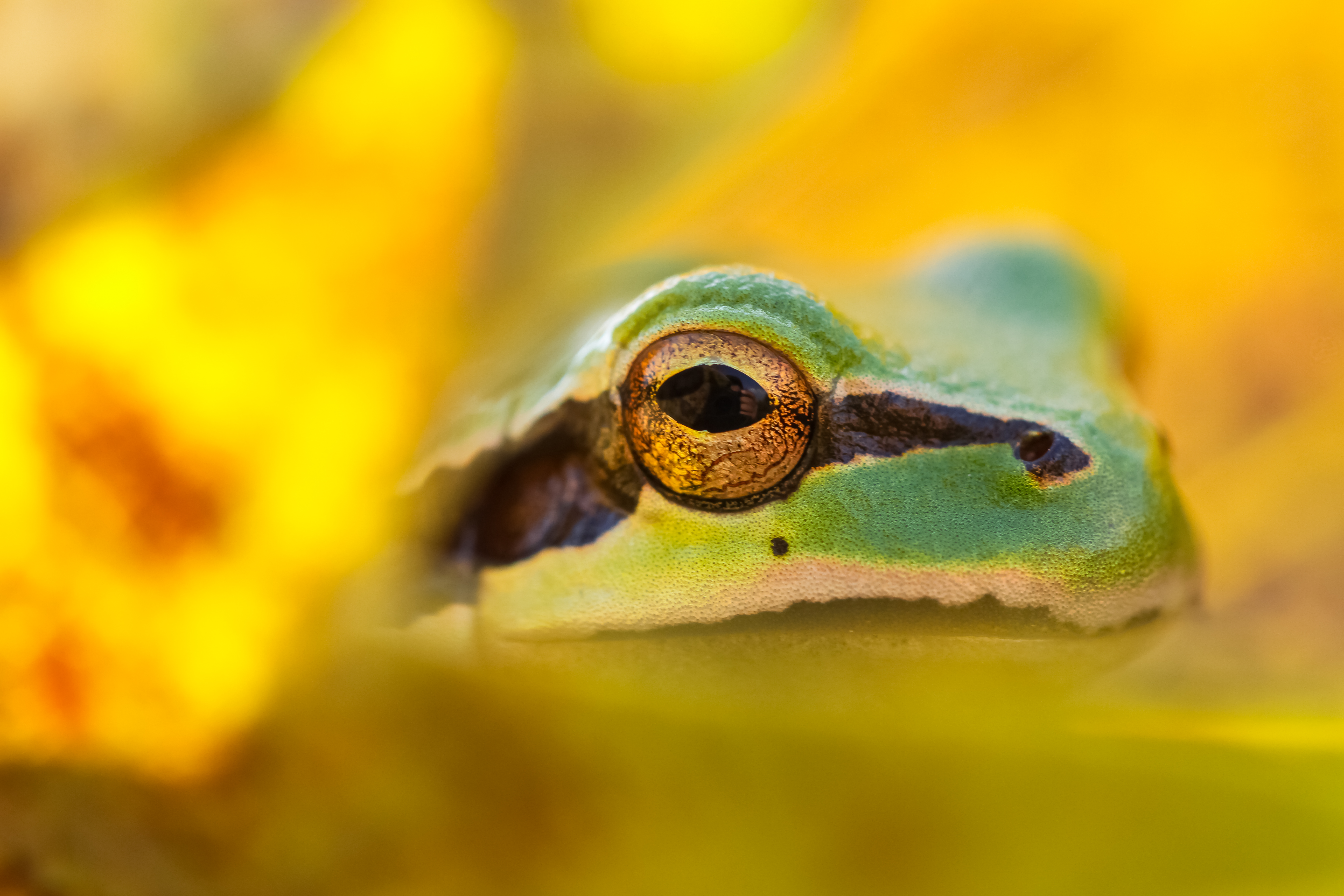
Hyla orientalis en Turquie.

Cette espèce se rencontre en Pologne, en Ukraine, en Roumanie, en Bulgarie, en Turquie, dans le sud de la Russie, en Azerbaïdjan et en Iran. Sa présence est incertaine en Grèce.

## Taxinomie
Elle a été retirée de sa synonymie avec Hyla arborea par Stöck, Dubey, Klütsch, Litvinchuk, Scheidt et Perrin en 2008 où elle avait été placée par Boulenger en 1998.

## Description
En 2022, une étude est publiée sur des spécimens d'Hyla orientalis de la région de Tchernobyl en Ukraine, dont la peau était devenue noire ; les auteurs établissent que les rayons ionisants sont à la source de ce mélanisme des grenouilles arboricoles vivant dans la zone d'exclusion de la centrale,.

## Publications originales
- Bedriaga, 1890 "1889" : Die Lurche Europa's. Bulletin de la Société Impériale des Naturalistes de Moscou, Nouvelle série, vol. 3, p. 466–622 (texte intégral).
- Chernov, 1926 : Sur la connaissance de la faune herpetologique d'Armenie et de la contree du Nakhiezevan. Bulletin des Sciences de l'Institut d'Exploration de la région Caucase Nord Vladicaucase, vol. 1, p. 63-72.
- Litvinchuk, Borkin, Rosanov & Skorinov, 2006 : Allozyme and genome size variation in tree frogs from the Caucasus, with description of a new subspecies Hyla arborea gumilevskii, from the Talysh Mountains. Russian Journal of Herpetology, vol. 13, no 3, p. 187-206.